# Río Mininco (Renaico)
El río Mininco es un curso natural de agua que nace en la Región de La Araucanía y fluye con dirección general noroeste hasta desembocar en el río Renaico, que es en todo su trayecto el límite con la Región del Biobío.
No debe ser confundido con el estero Mininco (Biobío) que desemboca en el río Biobío en Santa Bárbara (Chile).

## Trayecto
Los ríos Malleco, Mininco, Renaico, Mulchén y Bureo fluyen paralelamente y forman una importante red de drenaje paralela de orientación noroeste que drena la cordillera de Litrancura y la cordillera de Pemehue, en los contrafuertes occidentales de los Andes. El río Mininco nace no lejos de la confluencia del río Niblinto (Malleco) y el río Malleco y fluye en dirección noroeste entre el Malleco y el río Renaico hasta desembocar en el río Renaico un poco al norte de la ciudad de Mininco.

## Caudal y régimen
La subcuenca del río Vergara y sus afluentes, que son los ríos Malleco, Mininco y Renaico muestra un régimen netamente pluvial, con grandes crecidas entre junio y agosto. El período de estiaje, común a toda la subcuenca, ocurre en el trimestre enero, febrero, marzo, debido a las bajas precipitaciones y al uso de agua para riego.: 92 

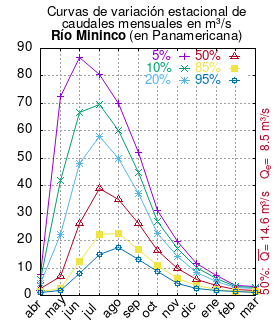
Curvas de variación estacional del río Mininco en Panamericana.

El caudal del río (en un lugar fijo) varía en el tiempo, por lo que existen varias formas de representarlo. Una de ellas son las curvas de variación estacional que, tras largos periodos de mediciones, predicen estadísticamente el caudal mínimo que lleva el río con una probabilidad dada, llamada probabilidad de excedencia. La curva de color rojo ocre (con {\displaystyle {\color {Red}\vartriangle }}) muestra los caudales mensuales con probabilidad de excedencia de un 50%. Esto quiere decir que ese mes se han medido igual cantidad de caudales mayores que caudales menores a esa cantidad. Eso es la mediana (estadística), que se denota Qe, de la serie de caudales de ese mes. La media (estadística) es el promedio matemático de los caudales de ese mes y se denota {\displaystyle {\overline {Q}}}. 
Una vez calculados para cada mes, ambos valores son calculados para todo el año y pueden ser leídos en la columna vertical al lado derecho del diagrama. El significado de la probabilidad de excedencia del 5% es que, estadísticamente, el caudal es mayor solo una vez cada 20 años, el de 10% una vez cada 10 años, el de 20% una vez cada 5 años, el de 85% quince veces cada 16 años y la de 95% diecisiete veces cada 18 años. Dicho de otra forma, el 5% es el caudal de años extremadamente lluviosos, el 95% es el caudal de años extremadamente secos. De la estación de las crecidas puede deducirse si el caudal depende de las lluvias (mayo-julio) o del derretimiento de las nieves (septiembre-enero).

## Historia
Francisco Solano Asta-Buruaga y Cienfuegos escribió en 1899 en su obra póstuma Diccionario Geográfico de la República de Chile sobre el río:
Mininco (Riachuelo de).-—Procede de la sección oriental del departamento de Collipulli; corre hacia el NO., recogiendo otras pequeñas corrientes de aguas como las de Ñauque y Caillín, y va á echarse en la izquierda del Renaico cerca de la estación de su título y á unos cuantos kilómetros hacia el E. de la confluencia de este río con el Vergara.
Luis Risopatrón lo describe en su Diccionario Jeográfico de Chile (1924) sobre el río:: 111 
Mininco (Rio). Corre hacia el NW, recoje otras pequeñas corrientes de agua i va a echarse en la márjen S de la parte inferior del rio Renaico, a corta distancia hacia el N de la estación de aquel nombre. 62, I, p. 90; 66, p. 250; i 156; i riachuelo en 155, p. 446.